# Cliffords Mesne
Cliffords Mesne – wieś w Anglii, w hrabstwie Gloucestershire. Leży 14 km na zachód od miasta Gloucester i 165 km na zachód od Londynu.